# Tschagos-Kreolisch
Tschagos-Kreolisch (auch Kreol Ilois oder nur Ilois) ist eine Kreolsprache auf Basis des Französischen, die von den ca. 3000 Chagossianern, den früheren Einwohnern des Tschagos-Archipels, gesprochen wird. Es entstand um 1900 auf dem isolierten Archipel. Derzeit wird es hauptsächlich in Mauritius und den Seychellen gesprochen. Es gibt auch eine kleine Gruppe von Sprechern im Vereinigten Königreich.